# Vanja Rogulj
Vanja Rogulj (Spalato, 13 febbraio 1982) è un nuotatore croato.
Specializzato nella rana, ha partecipato alle Olimpiadi di Sydney 2000 e di Atene 2004.

## Palmarès
- Europei

Eindhoven 2008: argento nella 4x100m misti.
- Europei in vasca corta

Valencia 2000: bronzo nella 4x50m misti.
- Giochi del Mediterraneo

Tunisi 2001: oro nei 100m rana e argento nella 4x100m misti.
- Europei giovanili

Dunkerque 2000: argento nei 50m rana e nei 100m rana.